# Ilhas Ascrib
As Ilhas Ascrib são um arquipélago de pequenas ilhas sitaudos em Loch Snizort fora da costa noroeste da Skye, na Highland, Escócia.
Juntas à Isay e Loch Dunvegan, são designadas como Área Especial de Conservação devido as colônias de reprodução das focas comuns.
Há uma casa em Ascrib do Sul, a maior das ilhas.

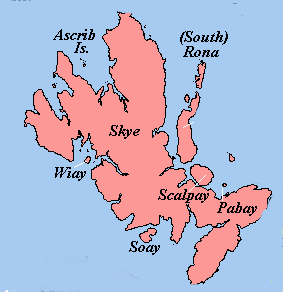
Ilhas Ascrib relativas à Skye

As ilhas foram colocadas à venda no final da década de 1990 e foram compradas por Lord Palumbo.